# 狛林正一
狛林 正一（こまばやし しょういち、1927年 - 1978年3月17日）は、日本の作曲家、編曲家。京都市出身。本名は同字で「正一」を「まさかず」と読む。

## 経歴
ギター好きが講じて作曲家としての活動を開始。日本コロムビア専属の作曲家として梶光夫のデビュー曲『黒髪』や、小林旭のヒット曲『ギターを持った渡り鳥』などを手掛けた。
1978年3月17日死去。満50歳没。

## 楽曲提供作品
シングル表題曲は太字
- 安達明
  - 『僕のカーネーション』『さんざしの花咲けば』『夕焼け雲と母とぼく』（1965年、作曲）
  - 『風の町かど』『夕顔の人』（1966年、作曲）

- 有田弘二
  - 『まごころ』『二人の泪』（1968年、作曲）

- 梶光夫
  - 『黒髪』（1963年、作曲）
  - 『夢のやまなみハイウェー』（1964年、作曲）
  - 『霧の別れ』『東京の若い星』（1965年、作曲）
  - 『伊豆の踊り子』『ぼくの心が燃えたのは』（1966年、作曲）
  - 『ふりそで』（1967年、作曲）

- 神戸一郎
  - 『愛の枯葉』（1961年、作曲）
  - 『リンゴちゃん』（1962年、作曲）

- 北原謙二
  - 『白い野菊の丘』（1963年、作曲）

- 小林旭
  - 『ギターを持った渡り鳥』『口笛が流れる港町』『いとしあの娘の涙雨』（1959年、作曲）
  - 『ノーチヨサン節』『さすらい』『アキラのおてもやん』『アキラのブンガワンソロ』（1960年、作曲）
  - 『ダンチョネ節』『鹿児島おはら節』『ズンドコ節』『アキラのツーレロ節』『アキラのホイホイ節』
『アキラのチョンコ節』『アキラの炭坑節』『アキラの北海盆唄』（1960年、編曲）
  - 『アキラのまっくろけ節』『続さすらい』『アキラのチンチロリン』『夕やけは赤い幌馬車』（1961年、作曲）
  - 『アキラのデカンショ』『黒い傷痕のブルース』『チュンガを踊ろう』『北帰行』『落日のシャイアン』
『アキラのおいとこ節』『恋のチュンガ』『惜別の唄』（1961年、編曲）
  - 『郷愁[注釈 1]』『アキラでツイスト』『俺もゆくから君もゆけ』『旅愁』『ひとりぼっちの散歩道』
『追憶のブルース』（1962年、作曲）
  - 『サーカスの唄』『渚のチャペル』『ダヒル・サヨ』『秋の銀座』『放浪の唄』『ツイスト・ナンバー・ワン』
『流浪の唄』（1962年、編曲）
  - 『アキラでボサ・ノバ』『俺は地獄の部隊長』（1963年、作曲）
  - 『つらい恋だぜ』（1967年、編曲）
  - 『幸せの切符』『七十年子守唄』『白い灯影のブルース』『旅に出る若き友に』（1970年、作曲）

- こまどり姉妹
  - 『アンコ可愛や』（1961年、編曲）

- 五月みどり
  - 『愛してやんない』（1962年、作曲）

- 畠山みどり
  - 『それを信じて今日まで二年』『あゝ無情』（1963年、作曲）

- 広瀬みさ
  - 『夜のギター』『甘い誘惑』『ごっちゃな気持』『男が見てる』『ガーベラの夢』『ひとりはいや』『甘い噂』
『しびれちゃったの』（1964年、作曲）
  - 『恋はすぐそこ』『女の涙』『こっちをむいて』『にくい彼』（1965年、作曲）

- 本間千代子
  - 『若い海』『白いサキソフォン』（1966年、作曲）

- 守屋浩
  - 『俺は銀座の騎兵隊』（1960年、作曲）
  - 『サイクリングの仲間たち』（1960年、編曲）
  - 『イヤンバ・ヤンバ』（1961年、作曲）
  - 『恋の空き椅子』（1961年、編曲）
  - 『北風の旅人』（1967年、作曲）
  - 『さよならの後にあなたが残る』『ネオン街唱歌』（1970年、作曲）

- 梶光夫、広瀬みさ
  - 『いつも二人で歩く街』（1964年、作曲）

- 小林旭、こまどり姉妹
  - 『おけさ数え唄』（1960年、編曲）

- 市町村歌
  - 『三郷市民の歌』（埼玉県三郷市）
  - 『君津市民の歌』（千葉県君津市）
  - 『上越市民の歌』（新潟県上越市）
  - 『ニセコ町のうた』（北海道虻田郡ニセコ町）